# 부젠젠코지역
부젠젠코지역(일본어: 豊前善光寺駅)은 일본 오이타현 우사시에 위치한 규슈 여객철도 소속 철도역이자, 닛포 본선의 정차역이다. 원래 이름은 욧카이치역(일본어: 四日市駅)이었으나, 1919년 현재의 이름으로 바뀌었다.

## 역 구조
지상역이며, 이전에는 역사에 접하는 단식 승강장 1면 1선과 섬식 승강장 1면 2선의, 아울러 2면 3선의 구조를 가졌지만, 섬식 홈의 역 서점 측의 중선이 철거되어 단식 승강장 2면 2선이 되었다.
역사는 철골 구조 단층 건물 3대째로 2006년에 완공되었다. 2대째 역사는 1935년(쇼와 10년) 축으로 목조 단층 건물이었지만 개축에 수반해 해체되었다. 화장실은 재래식이었지만 현재는 세면식이다.
규슈 교통 기획이 역 업무를 실시하는 업무 위탁역이며, POS 단말기의 설비가 있다.
2012년 이후, 규슈 여객철도 IC카드 SUGOCA를 도입 예정.

## 역 주변
- 부젠젠코지

## 인접 역
| 닛포 본선          | 닛포 본선     | 닛포 본선                       |
| ------------------ | ------------- | ------------------------------- |
| 아마쓰 고쿠라 방면 | ■ 쾌속 · 보통 | 야나기가우라 가고시마 중앙 방면 |